# Alandria coeruleipuncta
Alandria coeruleipuncta là một loài bướm đêm thuộc phân họ Arctiinae, họ Erebidae.